# Забиље
Забиље је насељено место у Босни и Херцеговини у општини Витез. Административно припада Федерацији Босне и Херцеговине, односно њеном Средњобосанском кантону. Према попису становништва из 2013. у насељу је било 1.263 становника, а већинску популацију у насељу чинили су Хрвати.

## Становништво
По последњем службеном попису становништва из 2013. године у насељу Забиље живело је 1.263 становника, а село је било етнички хомогено са већинском хрватском популацијом.
| Националност | 2013. | 1991.        | 1981.        | 1971.        | 1961.        |
| Бошњаци      | —     | 0            | 5 (0,79%)    | 57 (6,24%)   | 1 (0,23%)    |
| Хрвати       | —     | 614 (97,31%) | 608 (96,35%) | 797 (87,29%) | 417 (99,05%) |
| Срби         | —     | 0            | 7 (1,10%)    | 52 (5,69%)   | 3 (0,71%)    |
| Југословени  | —     | 0            | 10 (1,58%)   | 0            | 0            |
| Албанци      | —     | 0            | 0            | 6 (0,65%)    | 0            |
| остали       | —     | 17 (2,69%)   | 1 (0,15%)    | 1 (0,11%)    | 0            |
| Укупно       | 1.263 | 631          | 631          | 913          | 421          |